# Parelaptus turlini
Parelaptus turlini är en skalbaggsart som beskrevs av Reé Michel Quentin och Jean François Villiers 1974. Parelaptus turlini ingår i släktet Parelaptus och familjen långhorningar.
Artens utbredningsområde är Madagaskar. Inga underarter finns listade i Catalogue of Life.